# 山口大學
山口大學（日語：やまぐちだいがく，英語：Yamaguchi University），本部位于日本山口縣山口市的國立大學。1949年大學設置，簡稱山大（日語：やまだい）。
Nigel Ward 日本大學排名：第28名（研究經費·論文引用率·入學難易度·聲望）

## 關連項目
- 日本大学列表

## 外部連結
- 山口大學 （页面存档备份，存于）（日語）